# オロカイバ族
オロカイバ族またはオロカイヴァ族（-ぞく、Orokaiva）は、パプアニューギニアに住む少数民族。羽製の首飾り、鼻輪、骨細工、貝殻細工など様々な飾りを身につけている。

## 居住地
パプアの北部地区の森林地帯に住んでいる。

## 生活
経済は耕作、養豚が中心。主食はサツマイモ。
不正に直面すると、武力に訴えるよりも魔術に頼ろうとする傾向がある。